# Брикама
Брикама (англ. Brikama) — город в Гамбии, второй по величине в государстве, административный центр Западного района.

## Описание
Брикама расположена в 20 километрах к югу от столицы государства, Банжула, в 14 километрах от океана и в 8 километрах от реки Гамбия. Остатки первых поселений на территории современного города датируются XIII веком. В Брикаме работают Гамбийский колледж, в котором получают образование будущие учителя, четыре средние и несколько начальных школ. В городе с 1960-х по 2000-е годы наблюдался устойчивый рост населения:
- 1963 — 4195
- 1973 — 9483
- 1983 — 19 624
- 1993 — 41 761
- 2003 — 57 556[1]
- 2012 — 101 119[2]
- 2020 — 77 700[3]